# Kraftklub/Diskografie
Diese Diskografie ist eine Übersicht über die musikalischen Werke der deutschen Rockband Kraftklub. Den Schallplattenauszeichnungen zufolge verkaufte sie bisher mehr als 1,7 Millionen Tonträger. Ihre erfolgreichsten Veröffentlichungen sind das Debütalbum Mit K und die Single Schüsse in die Luft mit jeweils über 400.000 verkauften Einheiten.

## Alben

### Studioalben
| Jahr | Titel Musiklabel                              | Höchstplatzierung, Gesamtwochen, AuszeichnungChartplatzierungen (Jahr, Titel, Musiklabel, Platzierungen, Wochen, Auszeichnungen, Anmerkungen) | Höchstplatzierung, Gesamtwochen, AuszeichnungChartplatzierungen (Jahr, Titel, Musiklabel, Platzierungen, Wochen, Auszeichnungen, Anmerkungen) | Höchstplatzierung, Gesamtwochen, AuszeichnungChartplatzierungen (Jahr, Titel, Musiklabel, Platzierungen, Wochen, Auszeichnungen, Anmerkungen) | Anmerkungen                                                  |
| Jahr | Titel Musiklabel                              | DE | AT | CH | Anmerkungen                                                  |
| ---- | --------------------------------------------- | --- | --- | --- | ------------------------------------------------------------ |
| 2012 | Mit K Vertigo Records (UMG)                   | DE1 ×2Doppelplatin · (49 Wo.)DE | AT19 (6 Wo.)AT | CH64 (1 Wo.)CH | Erstveröffentlichung: 20. Januar 2012 Verkäufe: + 400.000    |
| 2014 | In Schwarz Vertigo Records (UMG)              | DE1 Platin · (52 Wo.)DE | AT2 Gold · (11 Wo.)AT | CH8 (3 Wo.)CH | Erstveröffentlichung: 12. September 2014 Verkäufe: + 207.500 |
| 2017 | Keine Nacht für Niemand Vertigo Records (UMG) | DE1 Gold · (45 Wo.)DE | AT2 (14 Wo.)AT | CH7 (3 Wo.)CH | Erstveröffentlichung: 2. Juni 2017 Verkäufe: + 100.000       |
| 2022 | Kargo Vertigo Records (UMG)                   | DE1 (33 Wo.)DE | AT2 (14 Wo.)AT | CH13 (5 Wo.)CH | Erstveröffentlichung: 22. September 2022                     |

### Livealben
| Jahr | Titel Musiklabel              | Höchstplatzierung, Gesamtwochen, AuszeichnungChartplatzierungen (Jahr, Titel, Musiklabel, Platzierungen, Wochen, Auszeichnungen, Anmerkungen) | Höchstplatzierung, Gesamtwochen, AuszeichnungChartplatzierungen (Jahr, Titel, Musiklabel, Platzierungen, Wochen, Auszeichnungen, Anmerkungen) | Höchstplatzierung, Gesamtwochen, AuszeichnungChartplatzierungen (Jahr, Titel, Musiklabel, Platzierungen, Wochen, Auszeichnungen, Anmerkungen) | Anmerkungen                             |
| Jahr | Titel Musiklabel              | DE | AT | CH | Anmerkungen                             |
| ---- | ----------------------------- | --- | --- | --- | --------------------------------------- |
| 2015 | Randale Vertigo Records (UMG) | DE6 (9 Wo.)DE | AT36 (1 Wo.)AT | CH98 (1 Wo.)CH | Erstveröffentlichung: 20. November 2015 |

### EPs
| Jahr | Titel Musiklabel            | Anmerkungen                        |
| ---- | --------------------------- | ---------------------------------- |
| 2010 | Adonis Maximus Selbstverlag | Erstveröffentlichung: Februar 2010 |

## Singles
| Jahr | Titel Album                              | Höchstplatzierung, Gesamtwochen, AuszeichnungChartplatzierungen (Jahr, Titel, Album, Platzierungen, Wochen, Auszeichnungen, Anmerkungen) | Höchstplatzierung, Gesamtwochen, AuszeichnungChartplatzierungen (Jahr, Titel, Album, Platzierungen, Wochen, Auszeichnungen, Anmerkungen) | Höchstplatzierung, Gesamtwochen, AuszeichnungChartplatzierungen (Jahr, Titel, Album, Platzierungen, Wochen, Auszeichnungen, Anmerkungen) | Anmerkungen                                                                                           |
| Jahr | Titel Album                              | DE | AT | CH | Anmerkungen                                                                                           |
| ---- | ---------------------------------------- | --- | --- | --- | --- |
| 2011 | Eure Mädchen Mit K                       | — | — | — | Erstveröffentlichung: 2011                                                                            |
| 2011 | Zu jung Mit K                            | — | — | — | Erstveröffentlichung: 5. August 2011                                                                  |
| 2011 | Ich will nicht nach Berlin Mit K         | DE45 Gold · (4 Wo.)DE | — | — | Erstveröffentlichung: 21. September 2011 Verkäufe: + 150.000                                          |
| 2012 | Songs für Liam Mit K                     | DE14 Gold · (20 Wo.)DE | AT66 (1 Wo.)AT | — | Erstveröffentlichung: 9. März 2012 Verkäufe: + 150.000                                                |
| 2012 | Kein Liebeslied Mit K                    | DE55 Gold · (7 Wo.)DE | — | — | Erstveröffentlichung: 6. Juli 2012 Verkäufe: + 150.000                                                |
| 2014 | Hand in Hand In Schwarz                  | DE92 (1 Wo.)DE | — | — | Erstveröffentlichung: 22. Juni 2014                                                                   |
| 2014 | Unsere Fans In Schwarz                   | DE71 (1 Wo.)DE | — | — | Erstveröffentlichung: 12. September 2014                                                              |
| 2015 | Alles wegen dir (Live) Randale           | — | — | — | Erstveröffentlichung: 23. Oktober 2015                                                                |
| 2017 | Dein Lied Keine Nacht für Niemand        | DE56 (1 Wo.)DE | — | — | Erstveröffentlichung: 17. März 2017                                                                   |
| 2017 | Fenster Keine Nacht für Niemand          | — | — | — | Erstveröffentlichung: 6. April 2017                                                                   |
| 2017 | 500 K –                                  | — | — | — | Erstveröffentlichung: 14. April 2017                                                                  |
| 2017 | Sklave Keine Nacht für Niemand           | — | — | — | Erstveröffentlichung: 31. Mai 2017 Samples: Die Ärzte – Bitte bitte DÖF – Codo … düse im Sauseschritt |
| 2017 | Chemie Chemie Ya Keine Nacht für Niemand | DE— GoldDE | — | — | Erstveröffentlichung: 23. Oktober 2017 Verkäufe: + 200.000                                            |
| 2017 | Am Ende Keine Nacht für Niemand          | — | — | — | Erstveröffentlichung: 20. Dezember 2017                                                               |
| 2022 | Ein Song reicht Kargo                    | DE20 (7 Wo.)DE | AT35 (1 Wo.)AT | — | Erstveröffentlichung: 31. März 2022                                                                   |
| 2022 | Wittenberg ist nicht Paris Kargo         | DE97 (1 Wo.)DE | — | — | Erstveröffentlichung: 19. Mai 2022                                                                    |
| 2022 | Fahr mit mir (4×4) Kargo                 | DE27 (2 Wo.)DE | — | — | Erstveröffentlichung: 7. Juli 2022 feat. Tokio Hotel                                                  |
| 2022 | Teil dieser Band Kargo                   | DE82 (1 Wo.)DE | — | — | Erstveröffentlichung: 25. August 2022                                                                 |
| 2022 | Blaues Licht Kargo                       | DE29 (3 Wo.)DE | — | — | Erstveröffentlichung: 20. September 2022                                                              |
| 2025 | Schief in jedem Chor –                   | DE28 (2 Wo.)DE | — | — | Erstveröffentlichung: 5. Juni 2025                                                                    |
| 2025 | Wenn ich tot bin, fang ich wieder an –   | DE52 (… Wo.)DE | — | — | Erstveröffentlichung: 7. August 2025                                                                  |

## Videoalben und Musikvideos

### Videoalben
| Jahr | Titel Musiklabel              | Anmerkungen                                                                        |
| ---- | ----------------------------- | ---------------------------------------------------------------------------------- |
| 2015 | Randale Vertigo Records (UMG) | Erstveröffentlichung: 20. November 2015 Verkäufe werden dem Livealbum hinzuaddiert |

### Musikvideos
| Jahr | Titel                                | Regie                            |
| ---- | ------------------------------------ | -------------------------------- |
| 2011 | Zu jung                              | Daniel Harder                    |
| 2011 | Ich will nicht nach Berlin           | Joern Heitmann                   |
| 2012 | Songs für Liam                       | Philipp Virus                    |
| 2012 | Kein Liebeslied                      |                                  |
| 2013 | Randale                              |                                  |
| 2013 | Lieblingsband                        |                                  |
| 2014 | Unsere Fans                          | Christian Alsan                  |
| 2014 | Schüsse in die Luft                  |                                  |
| 2014 | Wie ich                              | Christian Alsan, Carlo Oppermann |
| 2015 | Blau                                 | Nils Helling                     |
| 2015 | Alles wegen dir                      |                                  |
| 2015 | 500 K                                |                                  |
| 2016 | Eure Mädchen                         |                                  |
| 2017 | Dein Lied                            | Sebastian Tomczak                |
| 2017 | Fenster                              | Chehad Abdallah, Mario Clement   |
| 2017 | Sklave                               | CC Steinmetz                     |
| 2017 | Chemie Chemie Ya                     | Sebastian Tomczak                |
| 2017 | Am Ende                              | Felix Brummer, Philipp Gladsome  |
| 2018 | Liebe zu Dritt                       |                                  |
| 2022 | Ein Song reicht                      | Philipp Weiser                   |
| 2022 | Wittenberg ist nicht Paris           | Philipp Weiser                   |
| 2022 | Fahr mit mir (4×4)                   | Hotel Rocco, Philipp Weiser      |
| 2022 | Teil dieser Band                     | Hotel Rocco, Philipp Weiser      |
| 2022 | Blaues Licht                         | Hotel Rocco, Philipp Weiser      |
| 2023 | In meinem Kopf                       | Hotel Rocco, Chris Schwarz       |
| 2025 | Schief in jedem Chor                 | Beat Gottwald, Philipp Weiser    |
| 2025 | Wenn ich tot bin, fang ich wieder an | Beat Gottwald, Philipp Weiser    |

## Promoveröffentlichungen
| Jahr | Titel Album                           | Anmerkungen                                                                                           |
| ---- | ------------------------------------- | --- |
| 2012 | Songs für Liam –                      | Erstveröffentlichung: 21. April 2012 feat. Casper; 700 Vinylplatten erschienen im Rahmen des RSD 2012 |
| 2015 | Blau In Schwarz                       | Erstveröffentlichung: 2015                                                                            |
| 2015 | Schüsse in die Luft (Donkong Remix) – | Erstveröffentlichung: 9. März 2015 · DE: Platin; Verkäufe: + 400.000                                  |

## Sonderveröffentlichungen
| Jahr | Titel Musiklabel                           | Anmerkungen                                               |
| ---- | ------------------------------------------ | --------------------------------------------------------- |
| 2012 | Live im Astra Berlin Universal Music (UMG) | Erstveröffentlichung: 2012 Beilage zur Visions #227       |
| 2014 | Hand in Hand EP Universal Music (UMG)      | Erstveröffentlichung: 2014 Beilage zum Musikexpress 10/14 |

| Jahr | Titel Album                | Anmerkungen                                                     |
| ---- | -------------------------- | --------------------------------------------------------------- |
| 2013 | Ganz schön okay Hinterland | Erstveröffentlichung: 27. September 2013 Casper feat. Kraftklub |

## Statistik

### Chartauswertung
|                     | DE    | AT    | CH    |
| ------------------- | ----- | ----- | ----- |
| Nummer-eins-Alben   | DE4DE | AT—AT | CH—CH |
| Top-10-Alben        | DE5DE | AT3AT | CH2CH |
| Alben in den Charts | DE5DE | AT5AT | CH5CH |

|                       | DE     | AT    | CH    |
| --------------------- | ------ | ----- | ----- |
| Nummer-eins-Singles   | DE—DE  | AT—AT | CH—CH |
| Top-10-Singles        | DE—DE  | AT—AT | CH—CH |
| Singles in den Charts | DE13DE | AT2AT | CH—CH |

### Auszeichnungen für Musikverkäufe
Anmerkung: Auszeichnungen in Ländern aus den Charttabellen bzw. Chartboxen sind in ebendiesen zu finden.
| Land/RegionAuszeichnungen für Musikverkäufe (Land/Region, Auszeichnungen, Verkäufe, Quellen) | Gold     | Platin     | Verkäufe  | Quellen           |
| -------------------------------------------------------------------------------------------- | -------- | ---------- | --------- | ----------------- |
| Deutschland (BVMI)                                                                           | 5× Gold5 | 4× Platin4 | 1.750.000 | musikindustrie.de |
| Österreich (IFPI)                                                                            | Gold1    | —          | 7.500     | ifpi.at           |
| Insgesamt                                                                                    | 6× Gold6 | 4× Platin4 |           |                   |